# Vicq-sur-Nahon
Vicq-sur-Nahon – miejscowość i gmina we Francji, w Regionie Centralnym, w departamencie Indre.
Według danych na rok 1990 gminę zamieszkiwało 810 osób, a gęstość zaludnienia wynosiła 17 osób/km² (wśród 1842 gmin Regionu Centralnego Vicq-sur-Nahon plasuje się na 484. miejscu pod względem liczby ludności, natomiast pod względem powierzchni na miejscu 104.).